# 聖羅倫索 (洛雷托大區)
聖羅倫索（西班牙語：San Lorenzo），是秘魯的城鎮，位於該國東北部洛雷托大区，是達特姆德爾馬拉尼翁省的首府，處於烏卡亞利河畔，海拔高度133米，2006年人口6,034。